# Thomas Sunesson
Thomas Sunesson (Oskarshamn, 12 ottobre 1958 – 25 ottobre 2015) è stato un calciatore svedese, di ruolo attaccante.

## Carriera

### Club
Ha giocato nella massima serie dei campionati svedese, svizzero e portoghese.
È morto per un incidente nel 2015 a 57 anni.

### Nazionale
Con la Nazionale svedese ha giocato 12 partite tra il 1983 e il 1984.